# Дигорцы
Диго́рцы, за́падные осети́ны (осет. дигорæнттæ; русское дореволюционное название — дугорцы, дугурцы) — осетинская субэтническая группа, коренное население Северной Осетии — исторической области Дигории, расположенная в бассейне Уруха (левого притока Терека). Также проживают в Кабардино-Балкарии, Ставропольском краях и в осетинской диаспоре Турции. Говорят на западном осетинском языке, письменность на основе кириллицы.

## Этимология
Самоназвание дигорцев — дигорон, во множественном числе — дигорæнттæ, Дигорæ. Этноним дигорон упоминается в армянской географии VII века в формах тикор и астикор.
Согласно Васо Абаеву, этноним дигорон происходит от старого кавказского племенного названия. Он отождествлял корень диг- этнонима дигорон с -дыг- из самоназвания черкесов, адыгэ. Эта точка зрения была подвергнута критике со стороны Р. Бильмайера и Д. Бекоева, которые возводили этноним к tygwyr в иронском диалекте, означающем «сборище, скопление, группа». О. Менхен-Хелфен связывал слово дигорон с названием тохаров — тогар. В свою очередь, А. Алемань, соглашаясь с В. Абаевым, считает гипотезы его критиков малоправдоподобными.

## История
Дигорцы составляют основную часть населения Дигории — западной части Северной Осетии (Дигорский и Ирафский районы республики) и проживающих в Кабардино-Балкарии осетин (с. Озрек, Урух, Ст. Урух и др.). В начале XIX века некоторое количество дигорских семей из предгорных сёл Кет и Дидината переселились на территорию современного Моздокского района. Здесь на правом берегу Терека, возникло два больших поселения дигорцев — Черноярское (Дзæрæште, 1805 г.) и Ново-Осетинское (Мусгъæу, 1809 г.).

### Древнейшая история
В «Армянской географии» (VII век) среди племенных названий встречается этноним ассдигор — принято считать, что это упоминание дигорцев. На этом и других (в частности, лингвистических) основаниях предполагается, что диалектное разделение в на ранних ступенях развития осетинского языка произошло достаточно рано, в домонгольское время. У дигорцев сохранились сказания о нашествии в начале XV века на Кавказ Тимура (Нана Задалеская и Темур Алсак).

### В Российской империи
В отличие от остальной Осетии, которая присоединилось к Российской империи в 1774 году, Дигория с Балкарией вошли в состав Российской Империи в 1827 году.

### Новейшее время
Сейчас большая часть дигорцев в Ирафском районе и Кабардино-Балкарии исповедует ислам, а в Дигорском районе живут преимущественно христиане. Значительно влияние осетинских традиционных верований как среди номинальных мусульман, так и среди номинальных христиан.

## Вероисповедание

### Ислам
В первой половине XIX века дигорцы исповедовали как ислам, так и христианство. Российское правительство, стремящееся размежевать христиан и мусульман, переселяет дигорцев на равнину, основав в 1852 году Вольно-Христиановское и Вольно-Магометановское селения. Христианами являются также моздокские дигорцы из станиц Черноярская и Ново-Осетинская. Немалое количество дигорцев-мусульман во второй половине XIX века переселилось в Турцию, где они компактно поселились возле города Карса (сёла Сарыкамыш и Хамамли).

## Дигорский диалект
Дигорцы говорят на дигорском диалекте осетинского языка, относящегося к северо-восточной иранской подгруппе арийской ветви индоевропейских языков.
По сравнению с иронским, дигорский диалект сохраняет более архаичные черты общего языка-предка. Иначе говоря, в ряде явлений фонетики и морфологии дигорский и иронский диалекты могут рассматриваться как два последовательных этапа развития одного и того же языка.
Письменность на дигорском диалекте существовала (параллельно с письмом на иронском диалекте) с самого появления осетинской письменности на русской графической основе, то есть с середины XIX века. Однако постепенно значимость письма на иронском диалекте, положенном в основу осетинского литературного языка, увеличивалась, что приводило временами к почти полному прекращению печатания дигорских текстов.
Со времени установления советской власти и до 1937 года дигорский считался отдельным языком. На нём издавались учебники и другие издания. Тем не менее в 1937 году дигорский алфавит был объявлен «контрреволюционным», и дигорский диалект был вновь признан диалектом осетинского языка, а передовая дигорская интеллигенция подверглась репрессиям.
Ю. А. Дзиццойты, приводя в качестве одной из джавско-дигорских изоглосс лексемы ady, adgur (джав.) — ad, adgor (дигор.) «одолжение», «должник», отмечает, что «эти и подобные джавско-дигорские изоглоссы свидетельствуют об участии общего этнического элемента в этногенезе южных осетин и дигорцев».